# Нидерландско-сирийские отношения
Нидерландско-сирийские отношения — билатеральные отношения между Нидерландами и Сирией. Установлены 24 января 1952 года, с аккредитацией Кнопа Купманса в Сирии.
Отношения колебались на протяжении многих лет, особенно под влиянием политических событий в Сирии и международной реакции на гражданскую войну в Сирии. Отношения между двумя странами были приостановлены в 2012 году.

## История
Нидерланды и Сирия официально установили дипломатические отношения в 1952 году. Ранние отношения были отмечены двусторонним сотрудничеством в торговле, культурными обменами и дипломатическими взаимодействиями. В течение 20-го века дипломатические отношения оставались стабильными, хотя и ограниченными, из-за региональных альянсов Сирии.

## Дипломатические отношения
Начало гражданской войны в Сирии в 2011 году привело к резкому изменению отношений Нидерландов к Сирии. После сообщений о нарушениях прав человека и эскалации конфликта Нидерланды присоединились к Европейскому союзу, осудив сирийское правительство, и ввели экономические санкции. Дипломатические отношения были фактически приостановлены в 2012 году, когда Нидерланды закрыли своё посольство в Дамаске. С тех пор усилия Нидерландов были сосредоточены на гуманитарной помощи и поддержке сирийских беженцев.
За интересы Сирии в Нидерландах отвечает посольство Сирии в Брюсселе.

### Судебные разбирательства
В 2020 году Нидерланды объявили, что намерены привлечь Сирию к юридической ответственности за нарушения прав человека через Международный суд. Этот беспрецедентный шаг ознаменовал собой одно из самых прямых столкновений между Сирией и Нидерландами на правовых основаниях в отношении обращения сирийского правительства с её гражданами.

## Экономические отношения
Экономические связи между Нидерландами и Сирией были невелики до начала гражданской войны, в основном в части импорта и экспорта сельскохозяйственной продукции и техники. Санкции Европейского союза запрещают торговлю с субъектами, связанными с сирийским правительством.

## Гуманитарная помощь
Нидерланды были значительным донором гуманитарных инициатив в ответ на сирийский кризис. С 2011 года правительство Нидерландов выделило значительное финансирование на поддержку сирийских беженцев в соседних странах, особенно в Ливане, Иордании и Турции. Нидерланды также предоставили средства различным агентствам ООН и неправительственным организациям, которые работают в Сирии, предлагая продовольствие, медицинскую помощь и образовательные услуги.

## Сирийская община в Нидерландах
Сирийская диаспора в Нидерландах значительно выросла, множество сирийцев ищут убежища из-за гражданской войны. Правительство Нидерландов реализовало интеграционные программы для поддержки сирийских беженцев в их адаптации к нидерландскому обществу, включая языковые курсы, профессиональную подготовку и образовательную поддержку.
По состоянию на 2024 год ситуация для сирийцев в Нидерландах стала более нестабильной после того, как правительство объявило о планах потенциально объявить некоторые регионы в Сирии безопасными. Это решение является частью более широкого соглашения между коалиционными партиями о пересмотре политики предоставления убежища, включая переоценку временных разрешений каждые три года и отмену постоянного вида на жительство для новых беженцев. Премьер-министр Дик Схооф указал, что беженцы из этих безопасных районов больше не будут иметь права на убежище. В ответ сотни сирийцев протестовали в Гааге, утверждая, что ни одна часть Сирии не может считаться безопасной, пока режим Асада остаётся у власти.